# Michael Lettmayr

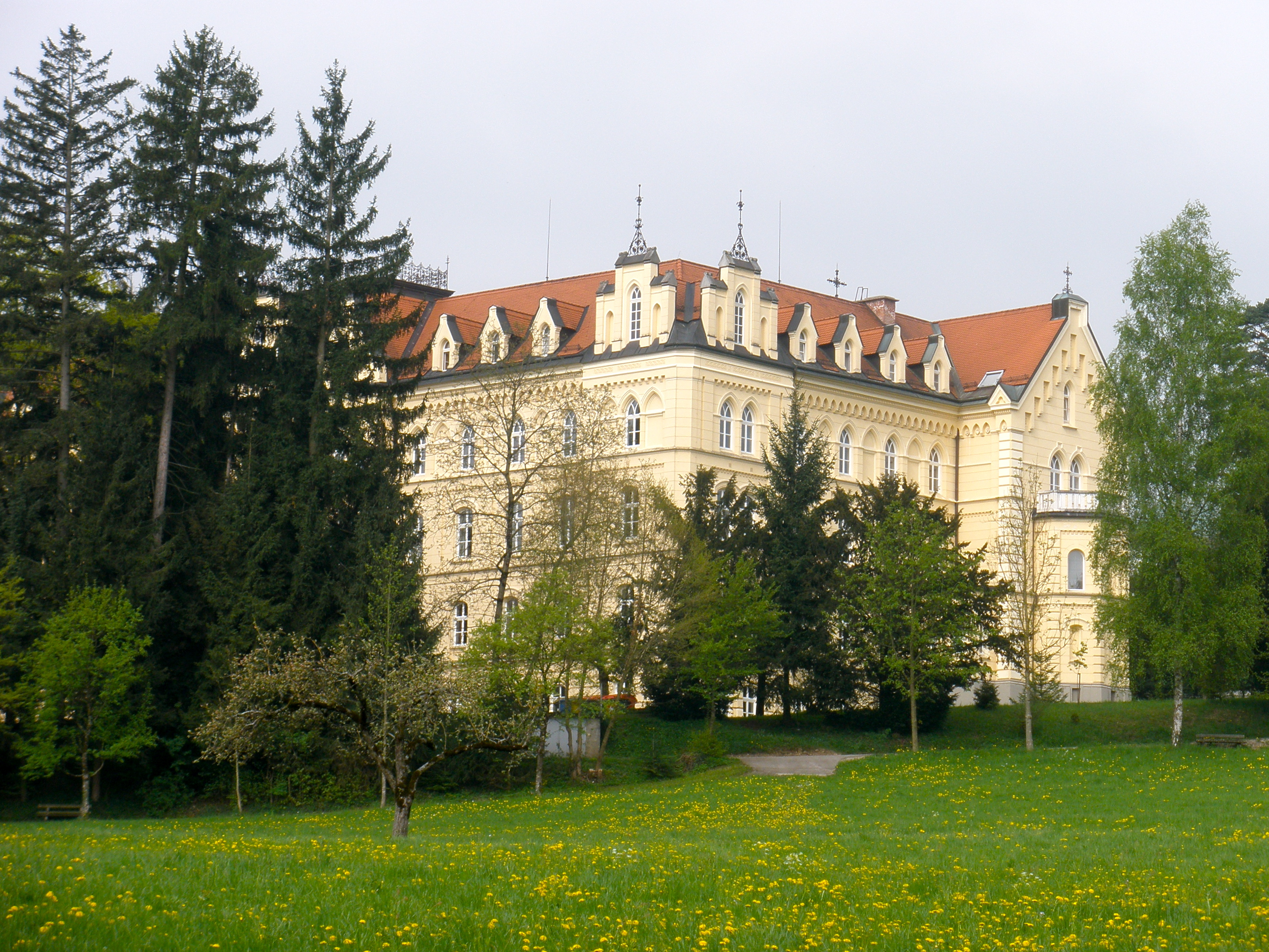
Mädchenpensionat Gmunden-Ort

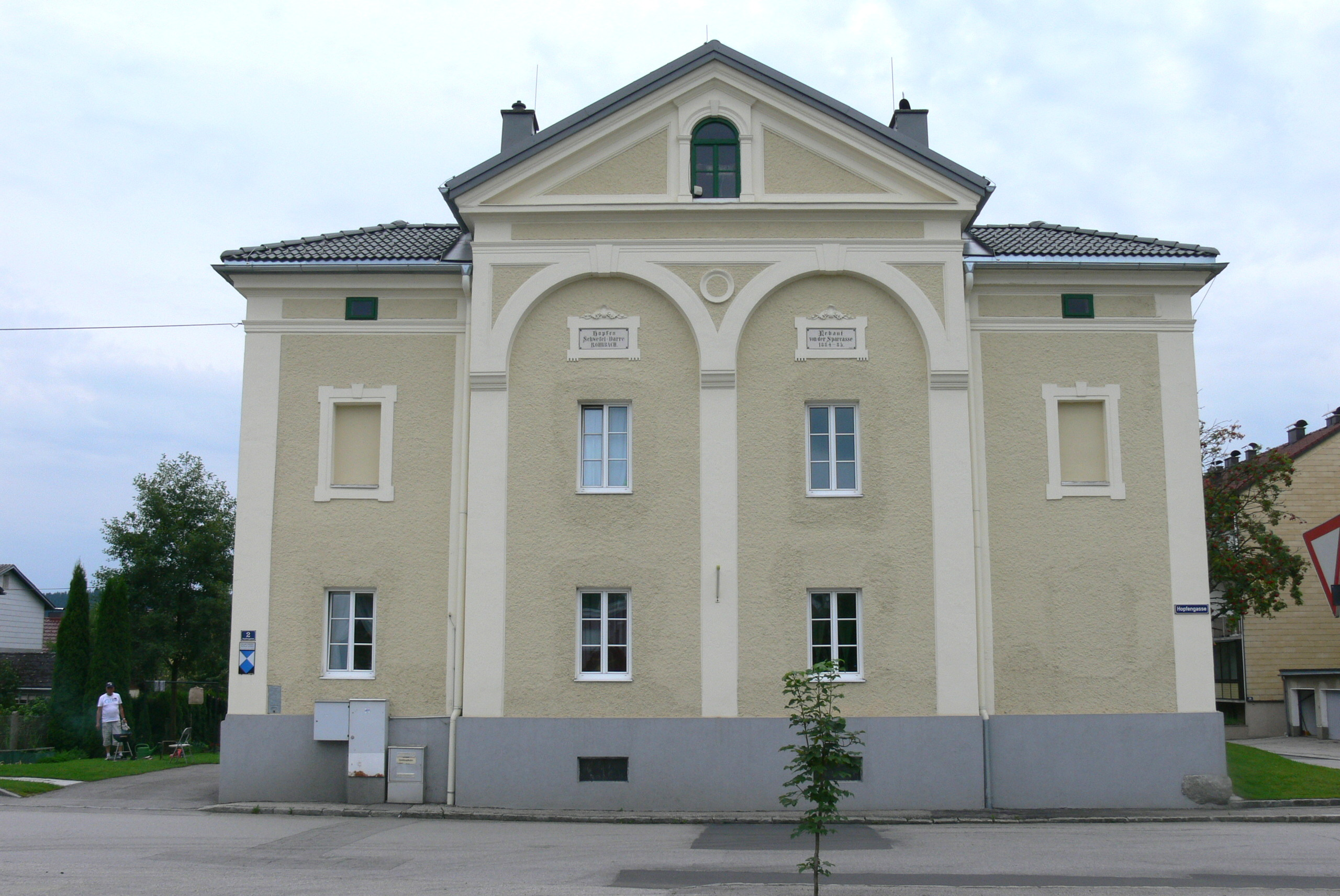
Hopfenschwefeldarre Rohrbach

Michael Lettmayr (* 16. Jänner 1838 in St. Florian; † 7. Dezember 1894 in Linz) war ein österreichischer Architekt und Baumeister.

## Leben und Wirken
Lettmayr war seit 1867 in Linz gewerbeberechtigt und arbeitete u. a. für die Oberösterreichische Baugesellschaft. Zahlreiche historistische Bauten sowie Schulbauten in Oberösterreich wurden von ihm errichtet. Eines seiner bedeutendsten Bauwerke ist das 1890 bis 1892 erbaute Mädchenpensionat Ort in Gmunden.

## Realisierungen
- 1870/71 Ehem. Stifterschule, Linz, Spittelwiese 8–10
- 1885 Ehem. Hopfenschwefeldarre, Rohrbach-Berg
- 1886 Konradkaserne, Linz, Garnisonstraße 1
- 1890/92 Gymnasium Ort, Gmunden
- 1891 Kaiser-Franz-Josef-Schule, Linz, Goethestraße
- zahlreiche Bürgerhäuser und Villen in Linz